# Krišs Helmanis
Krišs Helmanis (* 7. April 2002 in Leverkusen) ist ein lettischer Basketballspieler.

## Werdegang
Helmanis erhielt seine Basketballausbildung in der Nachwuchsabteilung des Vereins BJBS Riga. Nach ersten Einsätzen in Rigas Herrenmannschaft während des Spieljahres 2017/18 wechselte er zu Joventut de Badalona nach Spanien. Helmanis spielte in Badalonas Jugend, von 2020 bis 2022 war er mittels eines Zweitspielrechts für CB Prat einsatzberechtigt. Mit Prat stieg der Lette 2021 in die zweithöchste spanische Liga, LEB Oro, auf und 2022 wieder ab. In der ersten spanischen Liga bestritt Helmanis in der Spielzeit 2021/22 einen Einsatz für Joventut de Badalona.
Im Sommer 2022 wurde Helmanis vom deutschen Zweitligisten Tigers Tübingen unter Vertrag genommen. Mit der Mannschaft stieg er 2023 in die Basketball-Bundesliga auf und 2024 wieder ab. Helmanis ging zur Saison 2024/25 nach Lettland zurück und wurde Spieler der Mannschaft Rīgas Zeļļi.

### Nationalmannschaft
Helmanis nahm mit den lettischen Jugendnationalmannschaften an internationalen Turnieren teil, darunter an der U19-Weltmeisterschaft 2021.

## Familie
Sein Vater Uvis Helmanis war Berufsbasketballspieler und wurde später Trainer. Krišs Helmanis hat drei Schwestern und vier Brüder, er wuchs in den ersten vier Lebensjahren in Deutschland auf.